# 埃里克·斯威特琴科
埃里克·斯威特琴科（丹麥語：Erik Sviatchenko；1991年10月4日—）是一位丹麥足球運動員。在場上的位置是後衛。他曾效力蘇格蘭足球超級聯賽球隊塞爾提克足球俱樂部。現時效力丹麦足球超級聯賽的中日德兰。他也代表丹麥國家足球隊參賽。